# Saint-Hilaire (Alto Loira)
 Saint-Hilaire  es una población y comuna francesa, situada en la región de Auvernia, departamento de Alto Loira, en el distrito de Brioude y cantón de Auzon.

## Demografía
| 251 | 217 | 200 | 205 | 197 | 190 |
| Para los censos de 1962 a 1999 la población legal corresponde a la población sin duplicidades (Fuente: INSEE [Consultar]) |     |     |     |     |     |